# Juan Royo
Juan Royo Abenia es un economista y crítico de cómic español, nacido en Zaragoza en 1970. Especializado en Responsabilidad Social Corporativa, ejerce de profesor en la Universidad de Zaragoza y en CESTE Escuela de Negocios, además de ser un investigador asociado de ECODES. Simultánea todo ello con la divulgación y crítica de la historieta.  

## Biografía
Desde su posición de economista ha divulgado el mundo del tebeo a través de diversos medios: escribiendo artículos en revistas nacionales de economía (Moneda Única) y regionales (Inversval, Aragón Empresarial, Aragón Digital, Heraldo de Aragón, EXIT-Z o Generación XXI) y comisariando exposiciones (Aragón, tierra de tebeos, 2007; Economía y humor gráfico: las viñetas de Bernal, 2010; Lopez Espí, el arte de la ilustración, 2010 y Tres autores de cómic: José Antonio Ávila, Carlos Bribián y Víctor G. Romano, 2012). Es colaborador habitual del Salón del Cómic de Zaragoza. Además ha impartido conferencias y realiza presentaciones de cómics y autores en Aragón, siendo una de las referencias del sector en cuanto a difusión del noveno arte. 
En la primavera de 2010 publicó su primer libro sobre cómics: Un tratado de cómic (1001ediciones, Zaragoza), recopilatorio de artículos periodísticos en el que rinde homenaje a una buena parte de la historia del cómic. Y en 2012 su segundo libro Un mundo en viñetas (1001 ediciones, Zaragoza).

## Reconocimientos
Socio de honor de AMIBIL (Asociación de Minusválidos Bílbilis), Calatayud, 2022 
Fomento del Liderazgo Femenino para la empresa, institución o profesional que ha impulsado la promoción en la actividad económica, institucional o social de la mujer, o por poner en práctica de forma ejemplar medidas de igualdad, ARAME, 2022
Premio Responsabilidad Social de Aragón 2021 a las buenas prácticas a las buenas prácticas como reconocimiento a las experiencias de éxito en la gestión socialmente responsable de empresas, personas o entidades de la Comunidad que sean un ejemplo de ello, en la categoría de autónomo. Departamento de Industria, Competitividad y Desarrollo Empresarial, a través del Instituto Aragonés de Fomento
Premio “Klein y Hassy” por su trabajo de difusión del cómic a través de libros y colaboraciones 2015 Asociación de autores de cómic aragoneses
Premio a la institución, empresa o personalidad por su labor en apoyo al cómic español 2015 Asociación de Autores de Cómic de España
XXXVI Premio de Historieta Diario de Avisos al mejor comentarista de cómics 2013
En el Salón del Cómic de Barcelona de 2011 recibió el premio popular a la divulgación del cómic.
Socio de Honor del Colegio Británico de Aragón
Premio FEAPS voluntariado corporativo 2015
Premio ASDES Compromiso y valores 2012
Padrino de la VII edición del Vino Solidario de la Fundación DOWN
Padrino de Diario Ocio Urbano
Una de las cien personas bien posicionados en Zaragoza